# Leeds Road
 (avril 2025).
Leeds Road est un ancien stade de football situé à Huddersfield (Angleterre).

## Histoire
Inauguré en 1908, il accueille depuis son ouverture les matches du Huddersfield Town Football Club ainsi que des rencontres de l'équipe de rugby à XIII des Huddersfield Giants à partir de 1992. Il ferme ses portes en 1994, année de l'inauguration de l'Alfred McAlpine Stadium.